# چشمه علی‌اکبر
چشمه علی‌اکبر، روستایی از توابع بخش فیروزآباد شهرستان سلسله در استان لرستان ایران است. زبان مردم این روستا لکی است.

## جمعیت
این روستا در دهستان فیروزآباد قرار دارد و براساس سرشماری مرکز آمار ایران در سال ۱۳۹۵، جمعیت آن ۲۱۹ نفر بوده که ۱۱۹ نفر مرد و ۱۰۰ نفر زن بوده اند. روستای چشمه علی اکبر دارای ۶۱ خانوار می باشد.